# Chaetonotus lunatospinosus
Chaetonotus lunatospinosus is een buikharige uit de familie Chaetonotidae. De wetenschappelijke naam van de soort werd in 1981 voor het eerst geldig gepubliceerd door Balsamo. De soort wordt in het ondergeslacht Chaetonotus geplaatst.